# Amadou & Mariam
Amadou y Mariam es un dúo musical proveniente de Malí, compuesto por Mariam Doumbia voz, (Bamako, 15 de abril de 1958) y Amadou Bagayoko guitarra y voz, (Bamako, 24 de octubre de 1954-Bamako, 4 de abril de 2025). La pareja se conoció en el Instituto para jóvenes ciegos de Malí.
El dúo se especializa en una música que mezcla los ritmos tradicionales de su patria con guitarras eléctricas, violines de Siria, trompetas cubanas, ney egipcios, tablas indias y percusión Dogón, dando forma a un estilo conocido como "afro-blues".[cita requerida]

## Historia
Entre 1974 y 1980, Amadou fue parte del grupo Les Ambassadeurs du Hotel. En este último año, la pareja contrajo matrimonio y comenzó a desempeñarse en el ámbito musical mientras Amadou continuó con su exitosa carrera solista y dirigió los programas musicales del instituto de ciegos.
En 1985, la pareja ya había alcanzado reconocimiento internacional por su interpretación de blues maliense tras una gira a Burkina Faso. Al año siguiente, se mudaron a Costa de Marfil, donde grabaron diversos álbumes antes de viajar a París donde grabaron Sou Ni Tile, que se volvió un éxito en Francia expandiendo la popularidad del grupo a lo largo de Europa.
En 2000 grabaron en París Tjé Ni Mousso, en el que colaboró el guitarrista español Manuel Soto "Noly" componente de Mártires del Compás.
En 2003, se contactaron con la estrella musical Manu Chao, que produjo su disco Dimanche à Bamako (Domingo en Bamako). En 2006, participaron en la grabación de Celebrate the day, el himno oficial de la Copa Mundial de Fútbol de 2006 junto a Herbert Grönemeyer.
Su octavo álbum Folila se dio a conocer el 2 de abril de 2012. Folila, que significa música en Bambara (Bamanankan), fue grabado en Bamako y Nueva York con invitados especiales como Santigold, TV On The Radio, y Jake Shears de Scissor Sisters. El primer sencillo del álbum Dougou Badia fue lanzado el 20 de enero. La pista cuenta con la aparición estelar de Santigold. En Francia, la canción Oh, Amadou, que es un dueto con Bertrand Cantat, fue elegido como sencillo.
Amadou Bagayoko falleció el 4 de abril de 2025, a la edad de 70 años, tras una enfermedad.

## Discografía
- 1999, Se Te Djon Ye
- 1999, Sou Ni Tile
- 2000, Tjé Ni Mousso
- 2003, Wati
- 2005, Dimanche à Bamako
- 2005, Je pense à toi: Best of Amadou & Mariam
- 2006, Voices from the FIFA World Cup
- 2006, Les années maliennes
- 2008, Welcome to Mali
- 2009, The Magic Couple
- 2012, Folila
- 2017, La Confusion